# Heinrich Giegold
Heinrich Giegold (* 7. Oktober 1924; † 15. August 2006) war ein deutscher Journalist und Verleger. Er war lange Jahre Chefredakteur und Herausgeber der Frankenpost in Hof.
Giegold kam 1951 als Redakteur zu dem Blatt. Als Chefredakteur profilierte er sich mit seinen Leitartikeln und Kommentaren weit über das Verbreitungsgebiet der Zeitung hinaus. Später trat er in die Geschäftsführung ein und wurde schließlich auch Herausgeber. Unter seiner Führung entstanden nach der Wiedervereinigung neue Ausgaben der Frankenpost in Sachsen und Thüringen.
Neben seiner journalistischen Tätigkeit war Giegold auch als Buchautor tätig.
Für seine Verdienste wurde er unter anderem mit dem Bundesverdienstkreuz I. Klasse und dem Bayerischen Verdienstorden ausgezeichnet.
| Personendaten    | Personendaten                     |
| ---------------- | --------------------------------- |
| NAME             | Giegold, Heinrich                 |
| KURZBESCHREIBUNG | deutscher Journalist und Verleger |
| GEBURTSDATUM     | 7. Oktober 1924                   |
| STERBEDATUM      | 15. August 2006                   |